# Пауль Райнеке
Пауль Райнеке (нім. Paul Reinecke; 25 вересня 1872 — 12 травня 1958) — відомий німецький археолог, спеціаліст із доісторичної епохи. Жив і працював у Мюнхені. Один із головних захисників історичних пам'яток міста. Творець хронології латенського і гальштатського періодів, яка використовується і сьогодні.
У 1930 році брав участь в дискусії про ролі Німецького середньогір'я в осілості доісторичного населення; сформулював теорію, що виключала заселення середньогір'я в періоди перед Середньовіччям.
Автор понад 400 творів з археології.

## Праці
- (нім.)Brandgräber vom Beginn der Hallstattzeit aus den östlichen Alpenländern und die Chronologie des Grabfeldes von Hallstatt. In: Mitteilungen der Anthropologischen Gesellschaft Wien 30, 1900, S. 44 ff.
- (нім.)Beiträge zur Kenntnis der frühen Bronzezeit Mitteleuropas. In: Mitteilungen der Anthropologischen Gesellschaft Wien 32, 1902, S. 104 ff.
- (нім.)Zur Kenntnis der Latène-Denkmäler der Zone nordwärts der Alpen. In: Festschrift RGZM (1902) S. 53-109.
- (нім.)Unsere Reihengräber der Merowingerzeit nach ihrer geschichtlichen Bedeutung. Bayerische Vorgeschichtsblätter 5, 1925, S. 54-64.
- (нім.)Zur Frage «Reihengräber und Friedhöfe der Kirchen». Germania 14, 1930, 175—177.
- (нім.)Spätkeltische Oppida im rechtsrheinischen Bayern. Bayerischer Vorgeschichtsfreund 9, 1930, С. 29-52.
- (нім.)Bodendenkmale spätkeltischer Eisengewinnung an der untersten Altmühl (München, 1934/35).
- (нім.)Mainzer Aufsätze zur Chronologie der Bronze- und Eisenzeit (Bonn 1965). (Передрук статей з: Alterthümern unserer heidnischen Vorzeit V')